# Michael von Grünigen
Michael von Grünigen (ur. 11 kwietnia 1969 w Schönried) – szwajcarski narciarz alpejski, brązowy medalista olimpijski, czterokrotny medalista mistrzostw świata i zdobywca Małej Kryształowej Kuli w klasyfikacji Pucharu Świata w gigancie.

## Kariera
Po raz pierwszy na arenie międzynarodowej Michael von Grünigen pojawił się w 1987 roku, podczas mistrzostw świata juniorów w Sälen. Wywalczył tam srebrny medal w slalomie, a w gigancie zajął piąte miejsce. W zawodach Pucharu Świata zadebiutował w 10 stycznia 1989 roku w Kirchbergu, jednak nie zdobył punktów. Dokonał tego dziesięć miesięcy później, 23 listopada 1989 roku w Park City, zajmując szóste miejsce w gigancie. W sezonie 1989/1990 punktował jeszcze czterokrotnie, ale nie poprawił tego wyniku, ostatecznie zajmując 46. miejsce w klasyfikacji generalnej.
Pierwszy raz na podium zawodów pucharowych stanął 19 stycznia 1993 roku w Veysonnaz, zwyciężając w gigancie. W zawodach tych wyprzedził bezpośrednio Włocha Alberto Tombę oraz Lasse Kjusa z Norwegii. W kolejnych startach jeszcze kilka razy plasował się w najlepszej dziesiątce, jednak na podium już nie stawał. W klasyfikacji generalnej zajął dwudzieste miejsce, a w klasyfikacji giganta był szósty. W lutym 1993 roku startował na mistrzostwach świata w Morioce, gdzie zajął szesnaste miejsce w slalomie, a giganta nie ukończył. W międzyczasie zajął między innymi siódme miejsce w gigancie na mistrzostwach świata w Saalbach-Hinterglemm w 1991 roku oraz siódme miejsce w slalomie na rozgrywanych rok później igrzyskach olimpijskich w Albertville. W tym czasie jego najlepszym wynikiem pucharowym było czwarte miejsce w gigancie wywalczone 4 stycznia 1992 roku w Kranjskiej Gorze. W klasyfikacji generalnej zajmował jednak odległe lokaty.
Najważniejszym punktem sezonu 1993/1994 były igrzyska olimpijskie w Lillehammer. Szwajcar zajął tam piętnaste miejsce w slalomie, a rywalizacji w gigancie nie ukończył, wypadając z trasy już w pierwszym przejeździe. W Pucharze Świata wielokrotnie zajmował miejsca w dziesiątce, jednak na podium stanął raz: 13 grudnia 1993 roku w Val d’Isère zajmując trzecie miejsce w gigancie. W klasyfikacji generalnej zajął tym razem 19. miejsce, a w klasyfikacji giganta drugi raz z rzędu był szósty.
Przełom w karierze von Grünigena nastąpił w sezonie 1994/1995, który ukończył na dziewiątej pozycji. Na podium plasował się trzykrotnie, w tym 18 grudnia 1994 roku w Val d’Isère odniósł drugie w karierze zwycięstwo. Poza tym 3 grudnia w Tignes był drugi w tej konkurencji, a 22 stycznia 1995 roku w Wengen drugie miejsce zajął w slalomie. Wyniki te dały mu piąte miejsce w klasyfikacji giganta oraz siódme wśród slalomistów. Najlepsze wyniki w zawodach tego cyklu osiągnął w sezonie 1995/1996. Na podium stawał osiem razy, odnosząc przy tym pięć zwycięstw: 12 listopada w Tignes, 17 listopada w Vail, 25 listopada w Park City, 19 stycznia w Adelboden oraz 10 lutego w Hinterstoder był najlepszy w gigancie. W klasyfikacji generalnej zajął trzecie miejsce, ulegając tylko Lasse Kjusowi i Austriakowi Güntherowi Maderowi. Wywalczył ponadto pierwszą w karierze Małą Kryształową Kulę za zwycięstwo w klasyfikacji giganta. W lutym 1996 roku brał udział w mistrzostwach świata w Sierra Nevada, zdobywając swój pierwszy medal na arenie międzynarodowej. W gigancie zajął tam trzecie miejsce, plasując się o 0,82 sekundy za Tombą i 0,38 sekundy za swym rodakiem, Ursem Kälinem. Dwa dni później brązowy medal zdobył także w slalomie, tym razem ulegając Tombie i Austriakowi Mario Reiterowi.
Kolejny medal wywalczył podczas mistrzostw świata w Sestriere w 1997 roku. Zwyciężył tam w gigancie, wyprzedzając Lasse Kjusa o 1,12 sekundy i Austriaka Andreasa Schifferera o 1,45 sekundy. Trzy dni później von Grünigen zajął siódme miejsce w slalomie. W Pucharze Świata siedem razy stawał na podium, odnosząc cztery kolejne zwycięstwa w gigancie: 22 grudnia w Alta Badia, 5 stycznia w Kranjskiej Gorze, 8 marca w Nagano i 15 marca 1997 roku w Vail. Wyniki te dały mu piąte miejsce w klasyfikacji generalnej oraz kolejne zwycięstwo w klasyfikacji giganta. Podobne wyniki osiągał także w sezonie 1997/1998, który ukończył na szóstej pozycji. Z sześciu podiów trzykrotnie stawał na najwyższym stopniu, za każdym razem w gigancie. Najpierw zwyciężył 16 października w Tignes, następnie 14 grudnia 1997 roku w Val d’Isère, a 28 lutego 1998 roku w był najlepszy w Yongpyong. Tym razem w klasyfikacji giganta był drugi, przegrywając tylko ze zdobywcą Pucharu Świata, Hermannem Maierem. W lutym 1998 roku wystąpił na igrzyskach olimpijskich w Nagano. Po pierwszym przejeździe giganta zajmował piąte miejsce, tracąc do prowadzącego Maiera 0,62 sekundy. W drugim przejeździe uzyskał szósty wynik, co jednak dało mu trzeci łączny czas i brązowy medal. Oprócz Maiera von Grünigena wyprzedził jeszcze jego rodak, Stephan Eberharter.
Trzecią w karierze Małą Kryształową Kulę w klasyfikacji giganta zdobył w sezonie 1998/1999. Na podium stawał wówczas pięć razy, w tym zwyciężając w gigancie 20 grudnia w Alta Badia i 14 marca 1999 roku w Sierra Nevada. W klasyfikacji generalnej był ósmy, a wśród slalomistów zajął dziewiąte miejsce. Z rozgrywanych lutym 1999 roku mistrzostw świata w Vail wrócił jednak bez medalu. W swojej koronnej konkurencji był siódmy, a slalom zakończył na dwunastej pozycji. Sezon 1999/2000 był pierwszym od sześciu lat, w którym von Grünigen nie odniósł żadnego pucharowe zwycięstwa. Na podium plasował się czterokrotnie: 31 października w Tignes był drugi, 24 listopada w Vail i 5 lutego w Todtnau trzeci, a 26 lutego w Yongpyong ponownie zajął drugie miejsce w gigancie. W klasyfikacji generalnej był piętnasty, jednak w gigancie zajął trzecie miejsce za Hermannem Maierem i Christianem Mayerem.
Ostatni medal zdobył na mistrzostwach świata w Sankt Anton w 2001 roku. Po raz drugi w karierze zdobył tam tytuł mistrzowski w swej koronnej konkurencji, wyprzedzając Norwega Kjetila André Aamodta i Francuza Frédérica Coviliego. Wystąpił także w slalomie, jednak zajął 22. miejsce. Kolejne trzy zwycięstwa odniósł w zawodach pucharowych, wygrywając giganta 17 listopada w Park City, 17 grudnia w Val d’Isère i 6 stycznia 2001 roku w Les Arcs. W klasyfikacji generalnej był tym razem piąty, a w klasyfikacji giganta zajął drugie miejsce za Maierem. Kolejny sezon ukończył na piętnastym miejscu, a w gigancie był szósty. Tym samym pierwszy raz od 1996 roku Szwajcar nie stanął na podium klasyfikacji giganta. W zawodach trzy razy stanął na podium: 28 października w Sölden był trzeci, 16 grudnia w Alta Badia zajął drugie miejsce, a 10 marca 2002 roku w Altenmarkt był najlepszy w gigancie. W lutym 2002 roku brał udział w igrzyskach olimpijskich w Salt Lake City, gdzie plasował się poza czołową dziesiątką. W gigancie był jedenasty, a w slalomie zajął czternaste miejsce.
Ostatnie sukcesy osiągał w sezonie 2002/2003. W klasyfikacji generalnej był ponownie piętnasty, jednak w klasyfikacji giganta zdobył czwartą Małą Kryształową Kulę. Na podium stawał sześć razy: 22 listopada w Park City, 15 grudnia w Val d’Isère i 1 marca w Yongpyong wygrywał, 14 stycznia 2003 roku w Adelboden był drugi, a 27 października w Sölden i 15 marca w Lillehammer zajmował drugie miejsce. Wystąpił także na mistrzostwach świata w Sankt Moritz, gdzie w swoim jedynym starcie był siódmy w gigancie. W marcu 2003 roku zakończył karierę.
Wielokrotnie zdobywał medale mistrzostw Szwajcarii, w tym złote w slalomie w latach 1996, 1997 i 2001 oraz w gigancie w latach 1997 i 2001. W 1997 roku został wybrany sportowcem roku w Szwajcarii. Po zakończeniu kariery pracował dla firm produkujących sprzęt narciarski i dla Swiss-Ski.
Jego siostra Christine także była narciarką alpejską.

## Osiągnięcia

### Igrzyska olimpijskie
| Miejsce | Dzień     | Rok  | Miejscowość    | Konkurencja | Czas biegu | Strata | Zwycięzca            |
| ------- | --------- | ---- | -------------- | ----------- | ---------- | ------ | -------------------- |
| 13.     | 18 lutego | 1992 | Albertville    | Gigant      | 2:06,98    | +3,69  | Alberto Tomba        |
| 7.      | 22 lutego | 1992 | Albertville    | Slalom      | 1:44,39    | +2,03  | Finn Christian Jagge |
| DNF     | 23 lutego | 1994 | Lillehammer    | Gigant      | 2:52,46    | –      | Markus Wasmeier      |
| 15.     | 27 lutego | 1994 | Lillehammer    | Slalom      | 2:02,02    | +3,86  | Thomas Stangassinger |
| 3.      | 19 lutego | 1998 | Nagano         | Gigant      | 2:38,51    | +1,18  | Hermann Maier        |
| 19.     | 21 lutego | 1998 | Nagano         | Slalom      | 1:49,31    | +5,65  | Hans Petter Buraas   |
| 11.     | 21 lutego | 2002 | Salt Lake City | Gigant      | 2:23,28    | +1,79  | Stephan Eberharter   |
| 14.     | 23 lutego | 2002 | Salt Lake City | Slalom      | 2:23,28    | +4,29  | Jean-Pierre Vidal    |

### Mistrzostwa świata
| Miejsce | Dzień       | Rok  | Miejscowość   | Konkurencja | Czas biegu | Strata | Zwycięzca           |
| ------- | ----------- | ---- | ------------- | ----------- | ---------- | ------ | ------------------- |
| DSQ2    | 22 stycznia | 1991 | Saalbach      | Slalom      | 1:55,38    | –      | Marc Girardelli     |
| 7.      | 3 lutego    | 1991 | Saalbach      | Gigant      | 2:29,94    | +2,13  | Rudolf Nierlich     |
| DNF2    | 10 lutego   | 1993 | Morioka       | Gigant      | 2:15,36    | -      | Kjetil André Aamodt |
| 16.     | 13 lutego   | 1993 | Morioka       | Slalom      | 1:40,33    | +3,44  | Kjetil André Aamodt |
| 3.      | 23 lutego   | 1996 | Sierra Nevada | Gigant      | 1:58,63    | +0,82  | Alberto Tomba       |
| 3.      | 25 lutego   | 1996 | Sierra Nevada | Slalom      | 1:42,26    | +0,55  | Alberto Tomba       |
| 1.      | 12 lutego   | 1997 | Sestriere     | Gigant      | 2:48,23    | –      | –                   |
| 7.      | 15 lutego   | 1997 | Sestriere     | Slalom      | 1:51,70    | +1,36  | Tom Stiansen        |
| 7.      | 12 lutego   | 1999 | Vail          | Gigant      | 2:19,31    | +1,93  | Lasse Kjus          |
| 12.     | 14 lutego   | 1999 | Vail          | Slalom      | 1:42,12    | +2,09  | Kalle Palander      |
| 1.      | 8 lutego    | 2001 | Sankt Anton   | Gigant      | 2:23,80    | -      | -                   |
| 22.     | 10 lutego   | 2001 | Sankt Anton   | Slalom      | 1:39,66    | +5,23  | Mario Matt          |
| 7.      | 12 lutego   | 2003 | Sankt Moritz  | Gigant      | 2:45,93    | +0,93  | Bode Miller         |

### Mistrzostwa świata juniorów
| Miejsce | Dzień    | Rok  | Miejscowość | Konkurencja | Czas biegu | Strata | Zwycięzca       |
| ------- | -------- | ---- | ----------- | ----------- | ---------- | ------ | --------------- |
| 2.      | 21 marca | 1987 | Sälen       | Slalom      | 1:50,95    | +0,21  | Roger Pramotton |
| 5.      | 22 marca | 1987 | Sälen       | Gigant      | 2:31,70    | +1,76  | Thomas Wolf     |

### Puchar Świata

#### Miejsca w klasyfikacji generalnej
- sezon 1989/1990: 46.
- sezon 1990/1991: 49.
- sezon 1991/1992: 28.
- sezon 1992/1993: 20.
- sezon 1993/1994: 19.
- sezon 1994/1995: 9.
- sezon 1995/1996: 3.
- sezon 1996/1997: 5.
- sezon 1997/1998: 6.
- sezon 1998/1999: 8.
- sezon 1999/2000: 15.
- sezon 2000/2001: 5.
- sezon 2001/2002: 15.
- sezon 2002/2003: 15.

#### Zwycięstwa w zawodach
1. Veysonnaz – 19 stycznia 1993 (gigant)
2. Val d’Isère – 18 grudnia 1994 (gigant)
3. Tignes – 12 listopada 1995 (gigant)
4. Vail – 17 listopada 1995 (gigant)
5. Park City – 25 listopada 1995 (gigant)
6. Adelboden – 19 stycznia 1996 (gigant)
7. Hinterstoder – 10 lutego 1996 (gigant)
8. Alta Badia – 22 grudnia 1996 (gigant)
9. Kranjska Gora – 5 stycznia 1997 (gigant)
10. Nagano – 8 marca 1997 (gigant)
11. Vail – 15 marca 1997 (gigant)
12. Tignes – 26 października 1997 (gigant)
13. Val d’Isère – 14 grudnia 1997 (gigant)
14. Yongpyong – 28 lutego 1998 (gigant)
15. Alta Badia – 20 grudnia 1998 (gigant)
16. Sierra Nevada – 14 marca 1999 (gigant)
17. Park City – 17 listopada 2000 (gigant)
18. Val d’Isère – 17 grudnia 2000 (gigant)
19. Les Arcs – 6 stycznia 2001 (gigant)
20. Flachau – 10 marca 2002 (gigant)
21. Park City – 22 listopada 2002 (gigant)
22. Val d’Isère – 15 grudnia 2002 (gigant)
23. Yongpyong – 1 marca 2003 (gigant)

#### Pozostałe miejsca na podium
1. Val d’Isère – 13 grudnia 1993 (gigant) – 3. miejsce
2. Tignes – 3 grudnia 1994 (gigant) – 2. miejsce
3. Wengen – 22 stycznia 1995 (slalom) – 2. miejsce
4. Alta Badia – 17 grudnia 1995 (gigant) – 2. miejsce
5. Kranjska Gora – 21 grudnia 1995 (gigant) – 2. miejsce
6. Flachau – 6 stycznia 1996 (gigant) – 3. miejsce
7. Sölden – 27 października 1996 (gigant) – 2. miejsce
8. Park City – 25 listopada 1996 (slalom) – 3. miejsce
9. Adelboden – 14 stycznia 1997 (gigant) – 2. miejsce
10. Alta Badia – 21 grudnia 1997 (gigant) – 2. miejsce
11. Kranjska Gora – 3 stycznia 1998 (gigant) – 3. miejsce
12. Adelboden – 13 stycznia 1998 (gigant) – 2. miejsce
13. Flachau – 10 stycznia 1999 (gigant) – 2. miejsce
14. Wengen – 17 stycznia 1999 (slalom) – 2. miejsce
15. Ofterschwang – 27 lutego 1999 (gigant) – 3. miejsce
16. Tignes – 31 października 1999 (gigant) – 2. miejsce
17. Vail – 24 listopada 1999 (gigant) – 2. miejsce
18. Todtnau – 5 lutego 2000 (gigant) – 3. miejsce
19. Yongpyong – 26 lutego 2000 (gigant) – 2. miejsce
20. Adelboden – 9 stycznia 2001 (gigant) – 2. miejsce
21. Sölden – 28 października 2001 (gigant) – 3. miejsce
22. Alta Badia – 16 grudnia 2001 (gigant) – 2. miejsce
23. Sölden – 27 października 2002 (gigant) – 3. miejsce
24. Adelboden – 14 stycznia 2003 (gigant) – 2. miejsce
25. Lillehammer – 15 marca 2003 (gigant) – 3. miejsce